# 卡萨洛尔多
卡萨洛尔多（義大利語：Casaloldo），是意大利曼托瓦省的一个市镇。总面积16平方公里，人口2632人，人口密度164.5人/平方公里（2009年）。国家统计（ISTAT）代码为020011。